# Tomislav
Tomislav je mužské křestní jméno slovanského (chorvatského) původu. Ten kdo utužuje slávu. Podle chorvatského i slovinského kalendáře slaví svoje jmeniny 28. ledna. Dle jugoslávského kalendáře 29. prosince

## Známí nositelé jména
- Tomislav I. – chorvatský král v letech 910–928
- Tomislav Božić – chorvatský fotbalista
- Tomislav Ivić - chorvatský fotbalový trenér
- Tomislav Miličević – americký herec a hudebník
- Tomislav Nikolić – srbský politik
- Tomislav Volek – český muzikolog